# Juan José Borrelli
Juan José Borrelli (San Isidro, 8 de novembre de 1970) és un exfutbolista i entrenador argentí.
Va iniciar la seua carrera a finals dels 80 al River Plate, i el 1991 dona el salt a Europa per jugar al Panathinaikos grec, on romandria cinc temporades. Va ser peça clau en el doblet que van fer el 1995. La temporada 95/96, el seu bon joc va contribuir a fer que el Panathinaikos arribarà a les semifinals de la Champions League.
A l'any següent marxa a la lliga espanyola, per jugar amb el Reial Oviedo, però no qualla i només milita un any. Retorna llavors al River Plate. Posteriorment jugaria amb el San Lorenzo, la UANL mexicana i a l'Akratitos grec.
El 2004, va signar amb River Plate per dirigir al seu equip juvenil.

## Selecció
Juan José Borrelli va jugar en set ocasions amb la selecció argentina de futbol. Va formar part del combinat del seu país que va acudir a la Copa Amèrica de futbol de 1995.